# داليان (تركيا)
تقع مدينة داليان (بالتركية: Dalyan)‏ في محافظة موغلا بين منطقتي مارماريس وفتحية المشهورتين على الساحل الجنوبي الغربي لتركيا. مدينة داليان هي بلدية مستقلة تقع داخل المنطقة الإدارية في مديرية أورطاجا (بالتركية: Ortaca)‏.

## السلاحف البحرية ضخمة الرأس

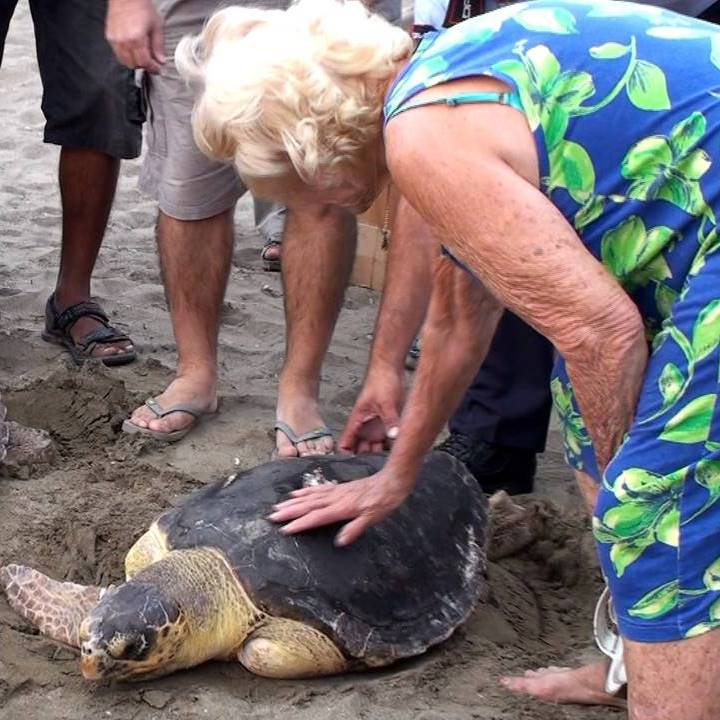
إطلاق "سلحفاة بحرية ضخمة الرأس" loggerhead turtle كانت مصابة بعد رعايتها وإعادة تأهيلها على «شاطئ إيزتوزو».

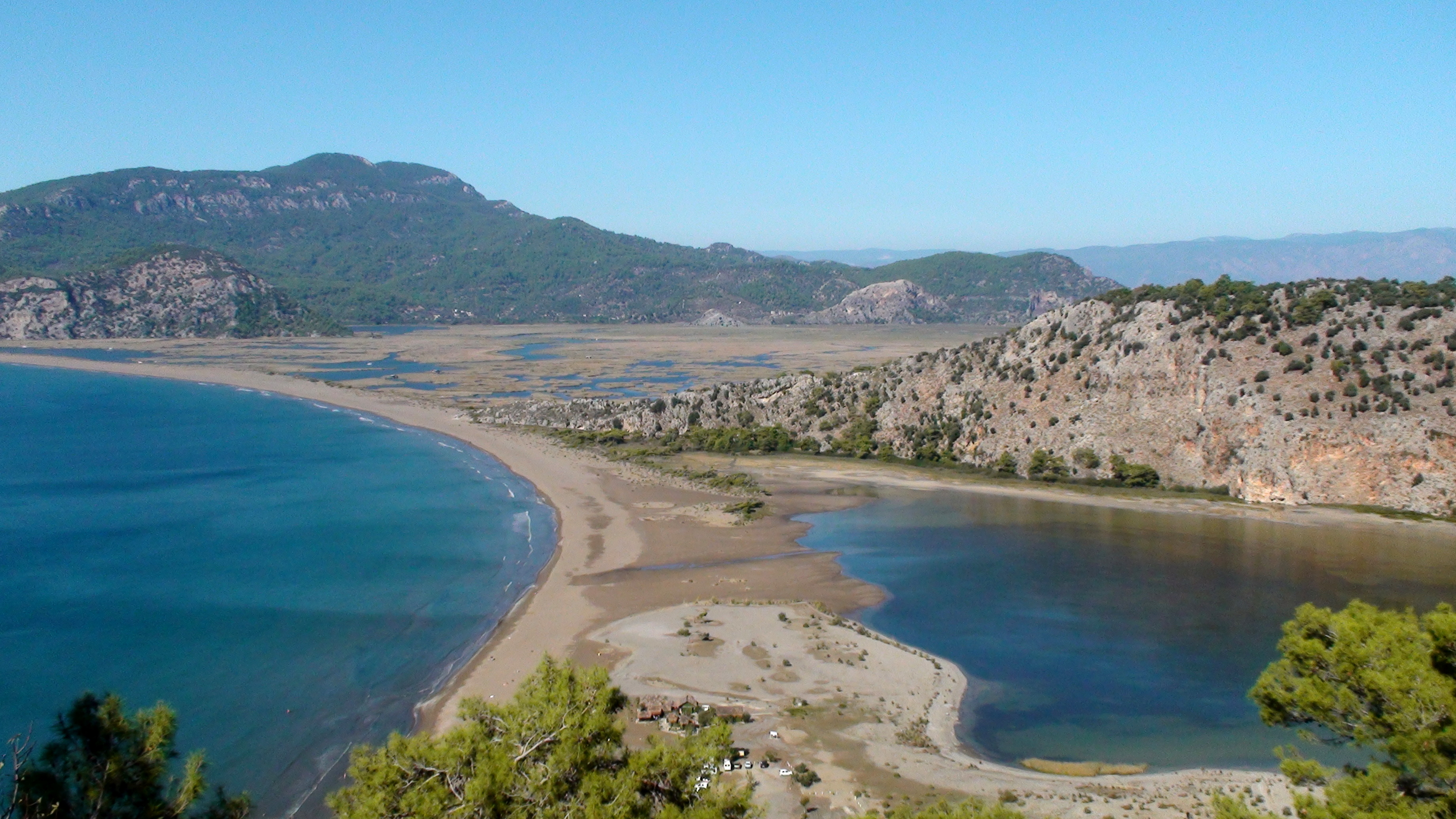
«شاطئ إيزتوزو» ، أو «شاطئ السلاحف».

حققت داليان شهرة عالمية في عام 1987م، حينما أراد المطورون بناء فندق فخم على «شاطئ إيزتوزو» (بالتركية: İztuzu Plajı)‏ القريب، وكان هذا الشاطئ تتكاثر عليه سنوياً «السلاحف البحرية ضخمة الرأس» (بالإنجليزية: loggerhead turtle)‏ المهددة بالانقراض.
تسبب هذا الحادث في حدوث عاصفة دولية كبرى عندما دافع ديفيد بيلامي (بالإنجليزية: David Bellamy)‏ عن قضية دعاة الحفاظ على البيئة مثل السيدة الإنكليزية «جون هيموف» (بالإنجليزية: June Haimoff)‏، وغونتر بيتر (بالإنجليزية: Günther Peter)‏، ونرجس يازجان (بالتركية: Nergis Yazgan)‏، وليلي فينيزيلوس (بالإنجليزية: Lily Venizelos)‏، وكيث كوربيت (بالإنجليزية: Keith Corbett)‏ الذين أرادوا منع تطوير الشاطئ وبناء الفندق الذي سيقضي على تلك السلاحف المهددة بالانقراض.
تم إيقاف مشروع التطوير مؤقتًا بعد أن طلب الأمير فيليب من رئيس الوزراء التركي تورغوت أوزال وقفًا مؤقتًا للبناء. وكان الأمير فيليب زوج الملكة إليزابيث الثانية ملكة المملكة المتحدة رئيساً «للصندوق العالمي للطبيعة» (WWF) آنذاك.
وفي عام 1988م تم إعلان الشاطئ والمناطق النائية حوله منطقة محمية سُميت: «منطقة الحماية الخاصة للبيئة في كويجيغيز-داليان» (بالإنجليزية: Köyceğiz-Dalyan Special Environmental Protection Area)‏.
تدور الحياة في داليان حول نهر داليان «تشاي» (بالتركية: Çayı)‏ الذي يتدفق عبر المدينة. القوارب التي تنطلق من أعلى وأسفل النهر، وتبحر في متاهة نبات البوص، هي وسيلة النقل المفضلة إلى جميع المواقع المحلية.

## التسمية

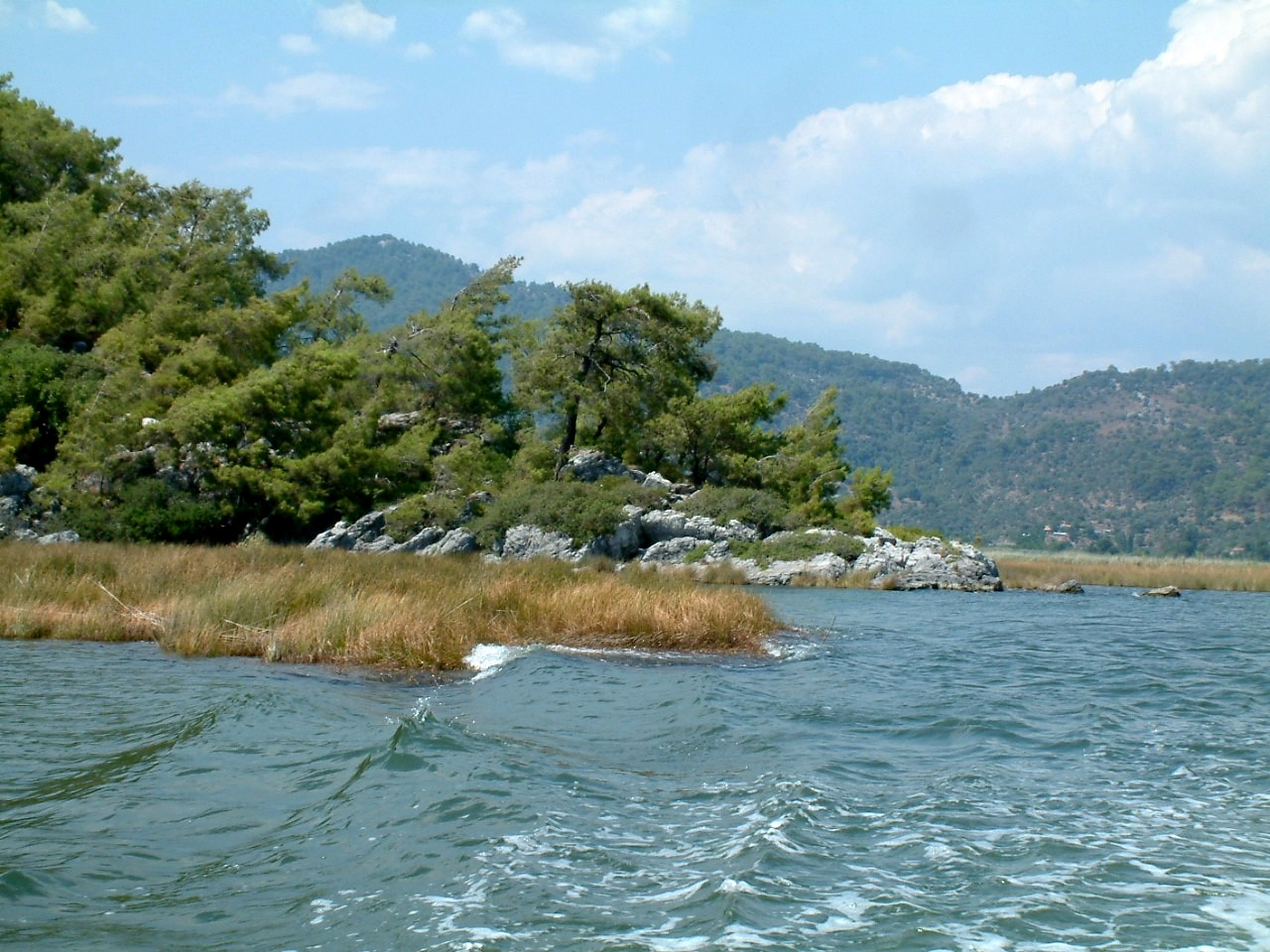
نهر داليان

كلمة «داليان» تعني «مصائد الأسماك» باللغة التركية.
تسبح أسماك القاروص (بالإنجليزية: Bass)‏ والبوري (بالإنجليزية: Mullet)‏ والأُسبور (بالإنجليزية: Sea Bream)‏ عكس التيار فادمة من البحر إلى «بحيرة كويجيغيز» (بالتركية: Lake Köyceğiz)‏ في اتجاه أعلى النهر، حيث تقع بلدة كبيرة أخرى في المنطقة هي «كويجيغيز».
تفرخ الأسماك هناك، وعند عودتهم إلى البحر يتم صيدهم في «مصائد الأسماك» أو «داليان» بالتركية (بالتركية: Dalyan)‏.
من هنا اكتسبت مدينة داليات ونهر داليان هذا الاسم.

## الاقتصاد
بالإضافة إلى جاذبيتها كوجهة سياحية، تعد المنطقة المحيطة بداليان منطقة زراعية خصبة ومثمرة للغاية.
كان الدخل الأول لداليان هو الصيد، وكانت زراعة القطن هي الثانية من حيث الأهمية. كان القطن يزرع بكثافة في داليان لكن تم استبداله الآن بالرمان.
في المنطقة المحيطة «بكويجيغيز»، يتم زراعة العديد من الفواكه الأخرى (الحمضيات) والخضروات، والتي يتم عرضها جميعًا في السوق يوم السبت، وهو اليوم الذي يأتي فيه القرويون حولهم من على بعد أميال لبيع منتجاتهم.
أما اليوم، فالسياحة هي النشاط الاقتصادي الأكثر أهمية.

## السكان
يبلغ عدد سكان مدينة داليان حوالي 8000 نسمة.
تضم داليان أكثر من 100 محل إقامة وأكثر من 20 مطعمًا والعديد من وكالات السفر وأماكن التسوق.
نظرًا لأن مناخ داليان معتدل كما هو الحال في العديد من مدن البحر المتوسط، فإنه يمكن زيارتها في أشهر الربيع والصيف والشتاء. ومع ذلك، فإن أفضل موسم للقيام بزيارة سياحية إلى داليان هو يونيو ويوليو في الصيف لأنه موسم تفريخ بيض السلاحف على «شاطئ إيزتوزو».
أشهر الصيف هي الأكثر متعة من حيث السياحة ويزداد فيها عدد سكان المدينة.
السلطعون الأزرق مشهور جدا في داليان، وتُقدم أطباقه في المطاعم هناك.

## السياحة

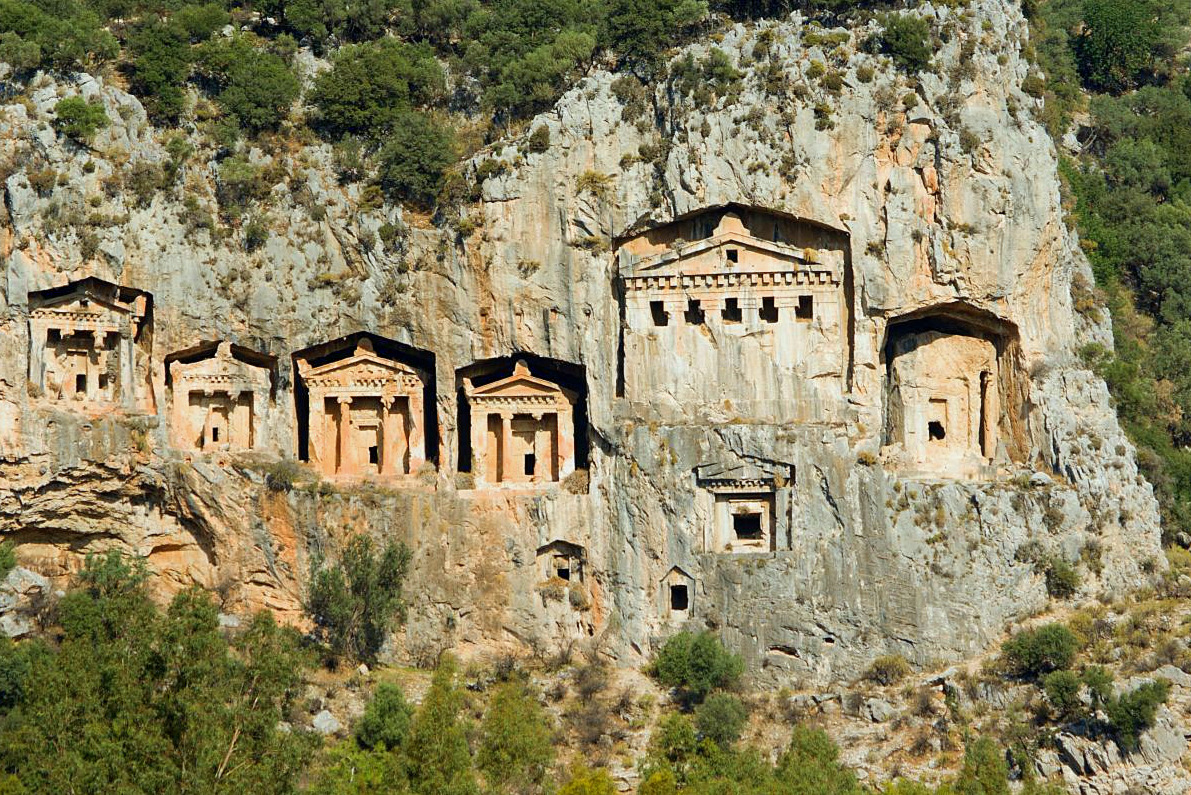
المقابر الليقية بالقرب من داليان عبر نهر داليان.

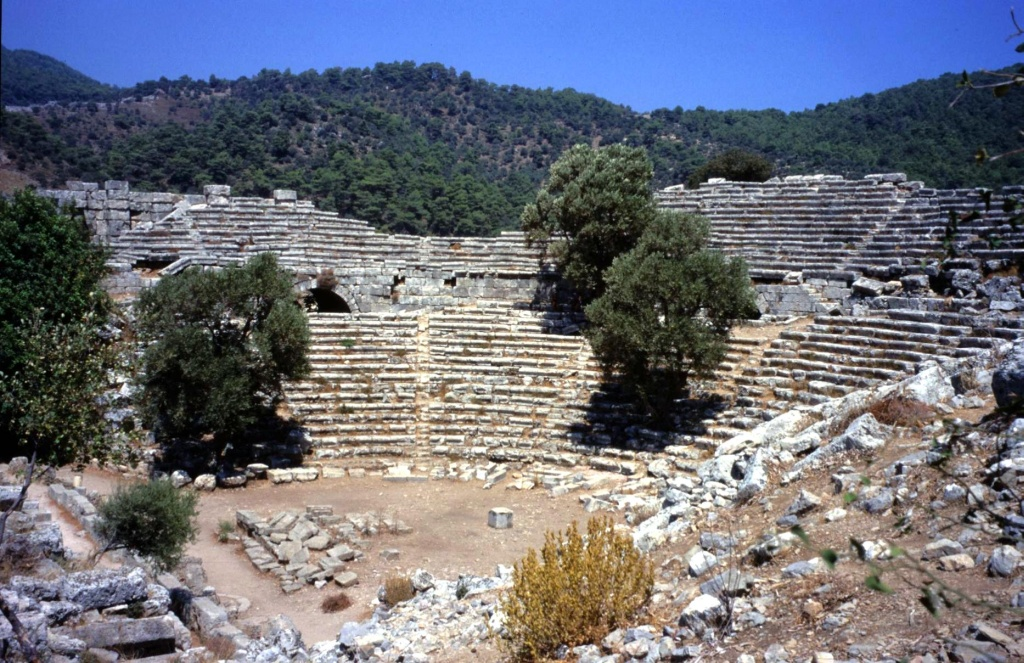
مسرح كاونوس (Kaunos) القديم بالقرب من داليان.

- يوجد على المنحدرات فوق النهر واجهات المقابر الليقية المقطوعة في الصخور، منذ حوالي 400 قبل الميلاد

(36°50′1.09″N 28°38′3.16″E / 36.8336361°N 28.6342111°E).
- تقع أطلال مدينة كاونوس (بالتركية: Kaunos)‏ التجارية القديمة على بعد رحلة قصيرة بالقارب عبر النهر.[4]
- يقع شاطئ إيزتوزو جنوب داليان على ساحل البحر المتوسط، ويقع بالقرب من القرية التي تحمل الاسم نفسه (بالتركية: İztuzu)‏ وهي منطقة شهيرة للحمامات الشمسية والسباحة. يجب أن يكون الزائرون على دراية بالأوتاد الخشبية المثبتة علي الشاطئ لتحديد مواقع التعشيش للسلاحف البحرية ضخمة الرأس، المهددة بالإنقراض.

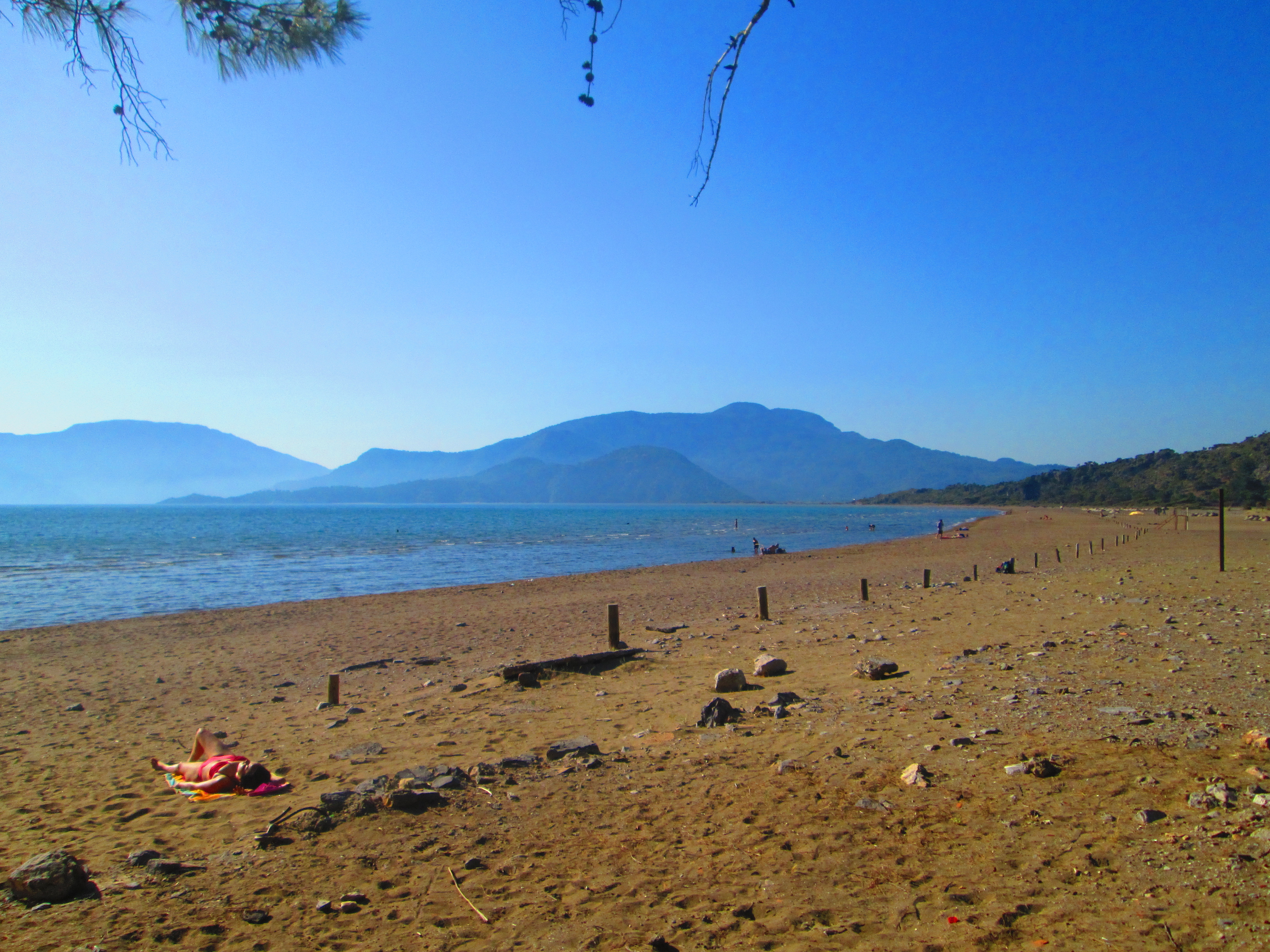
الأوتاد الخشبية المثبتة علي شاطئ إيزتوزو تهدف لتحديد مواقع التعشيش للسلاحف البحرية ضخمة الرأس، المهددة بالإنقراض. يجب أن يكون الزائرون على دراية بعا وعدم تخريبها.

- هناك خدمات منتظمة للقوارب والحافلات الصغيرة (اسمها في تركيا: دولموش Dolmuş) إلى الشاطئ.
- المناظر على طريق السيارات خلابة بشكل خاص، وبه مناظر مطلة على بحيرة «سولونغور» (بالتركية: Sülüngür)‏.
- في عام 2008م، تم إعلان فوز «شاطئ إيزتوزو» في فئة «أفضل فضاء مفتوح (أوروبا)» من قبل صحيفة التايمز البريطانية «The Times» بسبب الاستغلال الصديق للبيئة للشاطئ.[5]
- في عام 2011م، تم الإعلان عن داليان و«شاطئ إيزتوزو» كأفضل وجهة شاطئية في أوروبا من قبل موقع تقييم العطلات الهولندي «زوفر Zoover».[6]
- في عام 2013م، فاز «شاطئ إيزتوزو» بجائزة سابع أفضل شاطئ في أوروبا من «تريب أدفايزور Trip Advisor».[7][8]

## الحفاظ على البيئة
يشتهر «شاطئ إيزتوزو» بالسلاحف البحرية ضخمة الرأس (Caretta caretta) (بالإنجليزية: Loggerhead sea turtle)‏، وهو نوع مهدد بالانقراض يعيش على الأرض منذ حوالي 45 مليون عام.
تقوم منظمات حماية الحيوان الدولية بمراقبة وحماية أماكن تعشيش السلاحف في تركيا.
في شهر مايو إلى أكتوبر من كل عام يتم إغلاق «شاطئ إيزتوزو» مساءً بين الساعة 20:00 إلى الساعة 8:00 خلال الفترة التي تضع فيها السلاحف بيضها ثم تخرج السلاحف الصغيرة إلى البحر بعد فقس البيض.

## روابط خارجية
- جمهورية تركيا وزارة الثقافة والسياحة
- داليان توريزم، كولتور في شيفر كوروما درنيي
- المقابر الليسية في داليان على متن قارب (إسباني)
- حول داليان
- جولات ثقافية في داليان
- منتدى داليان
- الكثير من صور داليان والمقابر الصخرية